# Narhar Vishnu Gadgil

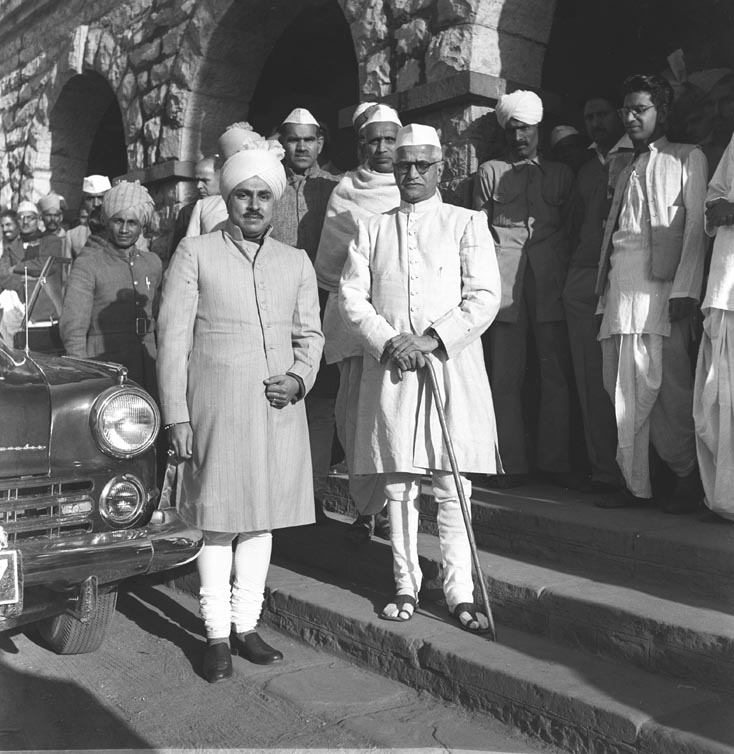
Narhar Vishnu Gadgil (mit Gehstock) bei der Eröffnung des Bahnhofs Bharatpur im März 1948

Narhar Vishnu Gadgil, genannt „Kakasaheb“, (* 10. Januar 1896 in Malhagarh, Madhya Bharat, heute Madhya Pradesh; † 12. Januar 1966 in Pune, Maharashtra) war ein indischer Politiker des Indischen Nationalkongresses (INC), der Mitglied der Lok Sabha war und zwischen 1947 und 1952 verschiedene Ministerposten im ersten Kabinett Nehru bekleidete. Er fungierte ferner zwischen 1958 und 1962 als Gouverneur von Punjab.

## Leben
Gadgil, Sohn von Vishnu Narayan Gadgil, absolvierte seine schulische Ausbildung an der Aryan High School in Bombay sowie an der N. M. Vidyala School in Poona. Danach absolvierte er ein grundständiges Studium am Baroda College in Baroda sowie am Fergusson College in Poona, das er mit einem Bachelor of Arts (B. A.) abschloss. Ein darauf folgendes Studium der Rechtswissenschaften an der Government Law School in Bombay beendete er mit einem Bachelor of Laws (LL. B.). Seine politisches Engagement begann er Mitte der 1920er Jahre und war zunächst von 1925 bis 1926 Sekretär des Indischen Nationalkongresses (INC) in Maharashtra und gehörte seit 1925 dem Parteipräsidium AICC(All India Congress Committee) an. Daneben war er zwischen 1930 und 1931 Mitglied und Vizepräsident des Stadtrates von Poona, Präsident des INC-Parteikomitees in Maharashtra, Mitglied der Zentralen Zahlkommission sowie 1946 bis 1947 Mitglied des Ausschusses für Strafvollzugsreformen der Regierung von Britisch-Indien.

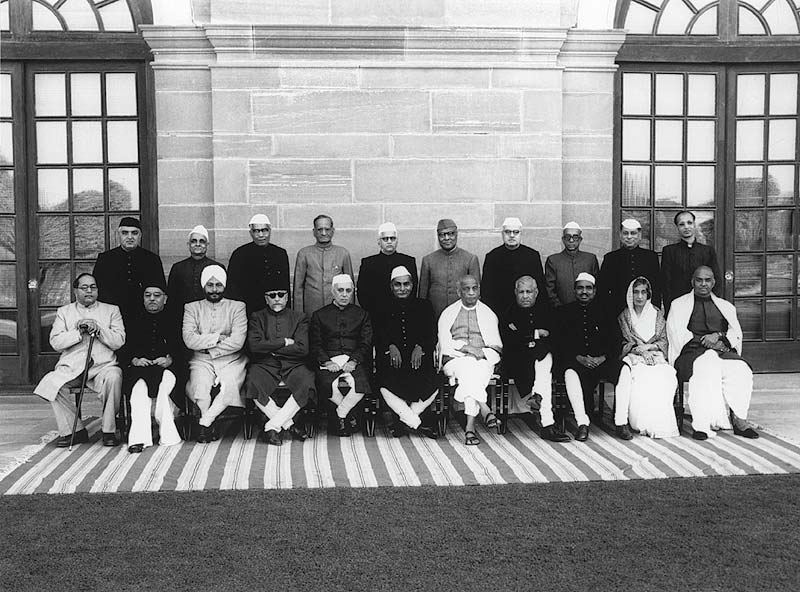
Narhar Vishnu Gadgil (stehend, 5. v. l.) mit dem ersten Kabinett Nehru am 31. Januar 1950

Nach der Unabhängigkeit vom Vereinigten Königreich wurde Gadgil am 15. August 1947 durch Premierminister Jawaharlal Nehru in dessen erstes Kabinett berufen und bekleidete dort bis zum 15. April 1952 das Amt des Ministers für öffentliche Arbeiten. Zugleich war zwischen dem 15. August 1947 und 1950 Minister für Bergbau und Energie, 1948 kurzzeitig Handelsminister sowie zuletzt vom 6. April 1950 bis zum 15. April 1952 Minister für Produktion und Versorgung. Nach dem Inkrafttreten der Verfassung Indiens am 26. Januar 1950 wurde er bei den ersten Wahlen 1952 zum Mitglied der Lok Sabha gewählt und vertrat in dieser in der ersten Wahlperiode bis 1957 den Wahlkreis Bombay—Poona Central.
Am 15. September 1958 löste Gadgil Chandeshwar Prasad Narayan Singh als Gouverneur von Punjab ab und bekleidete dieses Amt bis zum 30. September 1962, woraufhin Pattom A. Thanu Pillai am 1. Oktober 1962 sein Nachfolger wurde.
Aus seiner 1948 geschlossenen Ehe mit Ansuya Gadgil gingen zwei Söhne und sechs Töchter hervor, darunter Vithal Narhar Gadgil, der sowohl Mitglied der Lok Sabha als auch der Rajya Sabha war und in mehreren Regierungen Staatsminister war.

## Hintergrundliteratur
- Kakasaheb Gadgil Pratishthan. Souvenir, 81st birthday anniversary, 10th January 1977, Pune 1977
- Aruna Sadhu: Kakasaheb Gadgil, Delhi 1988